# 蓋爾·亞當斯
蓋爾·亞當斯（英語：Gayle Adams）是一位美國都市音樂和浩室音樂音乐家，最知名的大熱單曲包括但不限於《愛的狂歡》、《觸手可及》以及《汝之愛似救世主》。她在1980年代初期為唱片公司錄製了兩張音樂專輯，兩張專輯均由音樂製作人維利·萊斯特以及吉他手羅德尼·布朗于华盛顿哥伦比亚特区製作。亞當斯最知名的作品是《愛的狂歡》，該作品曾榮登美國舞曲排行榜第六位，以及1981年靈魂單曲排行榜第24位。而另一部作品《觸手可及》則榮登1980年7月英國單曲排行榜第64位。

## 外部鏈接
- 在Discogs上的蓋爾·亞當斯專輯和單曲目錄 （页面存档备份，存于）